# Очеретянка чагарникова
Очеретя́нка чагарнико́ва (Acrocephalus palustris) — вид горобцеподібних переважно комахоїдних птахів роду очеретянка (Acrocephalus) родини очеретянкових (Acrocephalidae). В Україні звичайний гніздовий, перелітний вид.

## Опис
Це очеретянка середнього розміру — маса тіла 11-12 г, довжина тіла близько 13 см. Оперення верху буре; перед оком вузька світла смужка; низ білуватий, з вохристим відтінком; махові і стернові пера бурі; дзьоб бурий, нижня щелепа світліша; ноги жовтувато-бурі.

## Особливості біології
Це перелітний птах, що щороку мігрує з місць гніздування у Європі (крім Британії та Піренейського півострова) до Південної Африки. 
У гніздовий період населяє зволожені місцевості, які поросли чагарником, іноді поля, що знаходяться далеко від води.
Спів самців протягом шлюбного періоду складається із високочастотного швидкого щебету, що майже повністю включає привласнені елементи співу інших європейських та африканських видів.

## Галерея
- Acrocephalus palustris

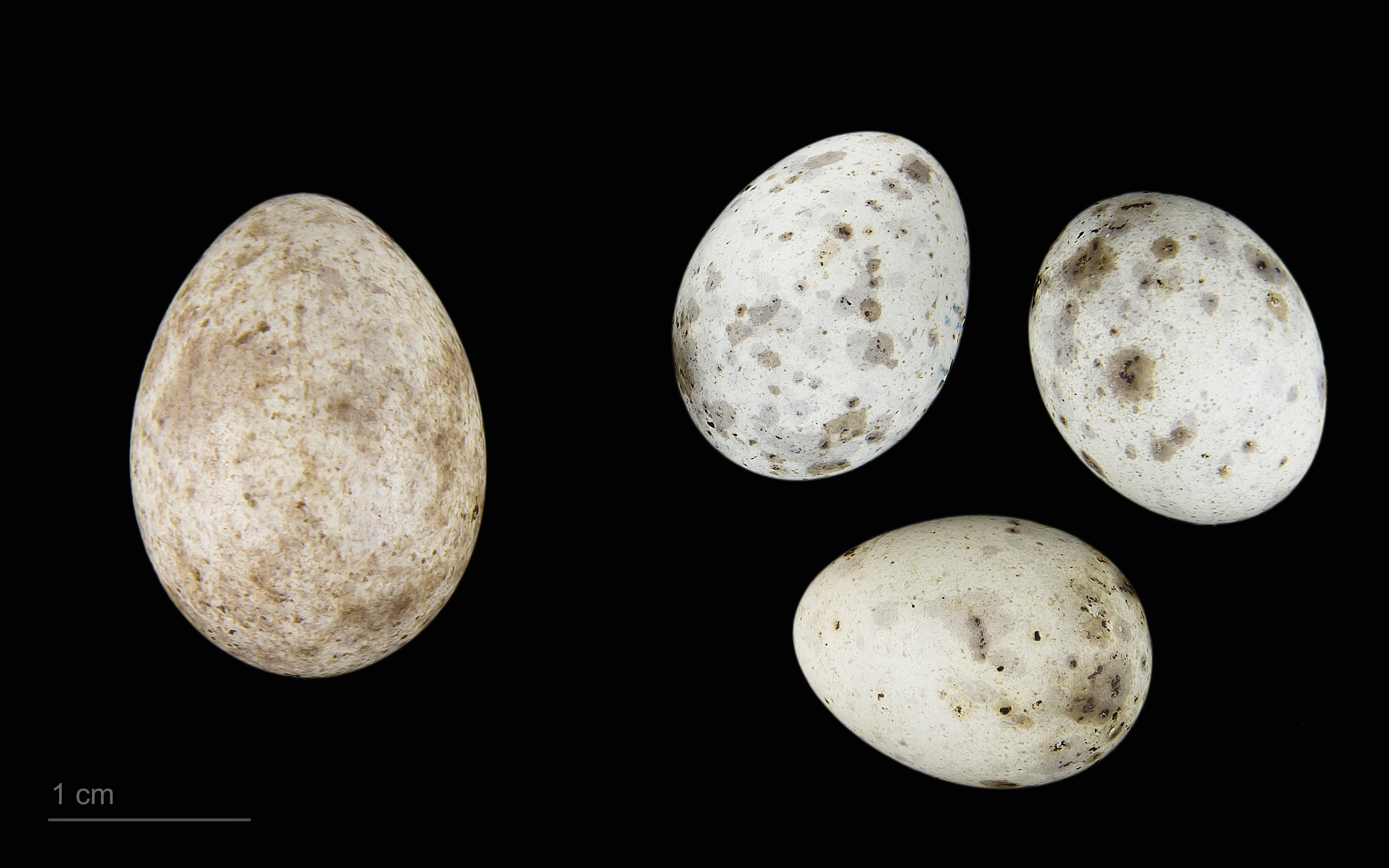
Яйце зозулі звичайної та яйця очеретянки чагарникової (Тулузький музей)